# Брег-об-Саві
Брег-об-Саві (словен. Breg ob Savi) — поселення в общині Крань, Горенський регіон, Словенія. Висота над рівнем моря: 364,8 м.